# Пјеве Конфини (Перуђа)
Пјеве Конфини је насеље у Италији у округу Перуђа, региону Умбрија.
Према процени из 2011. у насељу је живело 72 становника. Насеље се налази на надморској висини од 267 м.